# Combinado nórdico nos Jogos Olímpicos de Inverno de 2022
As competições de combinado nórdico nos Jogos Olímpicos de Inverno de 2022 foram realizadas no Centro Nacional de Salto de Esqui e no Centro Nacional de Cross-Country, ambos localizados em Zhangjiakou, Hebei, entre 9 e 17 de fevereiro. Um total de três eventos estiveram em disputa, apenas para homens.

## Programação
A seguir está a programação da competição para os três eventos da modalidade.
Horário local (UTC+8).
| Data            | Horário | Evento                                  |
| --------------- | ------- | --------------------------------------- |
| 9 de fevereiro  | 16:00   | Individual pista normal – saltos        |
| 9 de fevereiro  | 19:00   | Individual pista normal – cross-country |
| 15 de fevereiro | 16:00   | Individual pista longa – saltos         |
| 15 de fevereiro | 19:00   | Individual pista longa – cross-country  |
| 17 de fevereiro | 16:00   | Equipes pista longa – saltos            |
| 17 de fevereiro | 19:00   | Equipes pista longa – cross-country     |

## Qualificação
Um total de 55 vagas estavam disponíveis para os esquiadores competirem nos jogos. Um máximo de cinco puderam ser inscritos por qualquer Comitê Olímpico Nacional, desde que tivessem marcado pontos em um evento da Copa do Mundo ou copa continental durante o período de qualificação entre 1 de julho de 2020 e 16 de janeiro de 2022. O país anfitrião (China) pode inscrever um competidor em cada competição, incluindo o revezamento, desde que os atletas estivessem na lista de alocação. Após o top 50, se não houver dez nações com atletas suficientes para formar uma equipe, as nações com três atletas qualificados receberam uma vaga adicional. Se ainda assim o máximo não for alcançado, os CONs com melhores classificados ainda não representados seriam escolhidos

## Medalhistas
| Evento                                 | Ouro                                                                         | Prata                                                               | Bronze                                                             |
| -------------------------------------- | ---------------------------------------------------------------------------- | ------------------------------------------------------------------- | ------------------------------------------------------------------ |
| Individual pista normal/10 km detalhes | Vinzenz Geiger GER Alemanha                                                  | Jørgen Graabak NOR Noruega                                          | Lukas Greiderer AUT Áustria                                        |
| Individual pista longa/10 km detalhes  | Jørgen Graabak NOR Noruega                                                   | Jens Lurås Oftebro NOR Noruega                                      | Akito Watabe JPN Japão                                             |
| Equipes pista longa/4x5 km detalhes    | Jørgen Graabak Jens Lurås Oftebro Espen Bjørnstad Espen Andersen NOR Noruega | Manuel Faißt Eric Frenzel Vinzenz Geiger Julian Schmid GER Alemanha | Akito Watabe Yoshito Watabe Hideaki Nagai Ryota Yamamoto JPN Japão |

## Quadro de medalhas
| Ordem | País         | Medalha de ouro | Medalha de prata | Medalha de bronze |   | Ordem por total |
| ----- | ------------ | --------------- | ---------------- | ----------------- | - | --------------- |
| 1     | NOR Noruega  | 2               | 2                |                   | 4 | 1               |
| 2     | GER Alemanha | 1               | 1                |                   | 2 | 2               |
| 3     | JPN Japão    |                 |                  | 2                 | 2 | 2               |
| 4     | AUT Áustria  |                 |                  | 1                 | 1 | 4               |
| TOTAL | TOTAL        | 3               | 3                | 3                 | 9 | —               |